# ソース接地回路

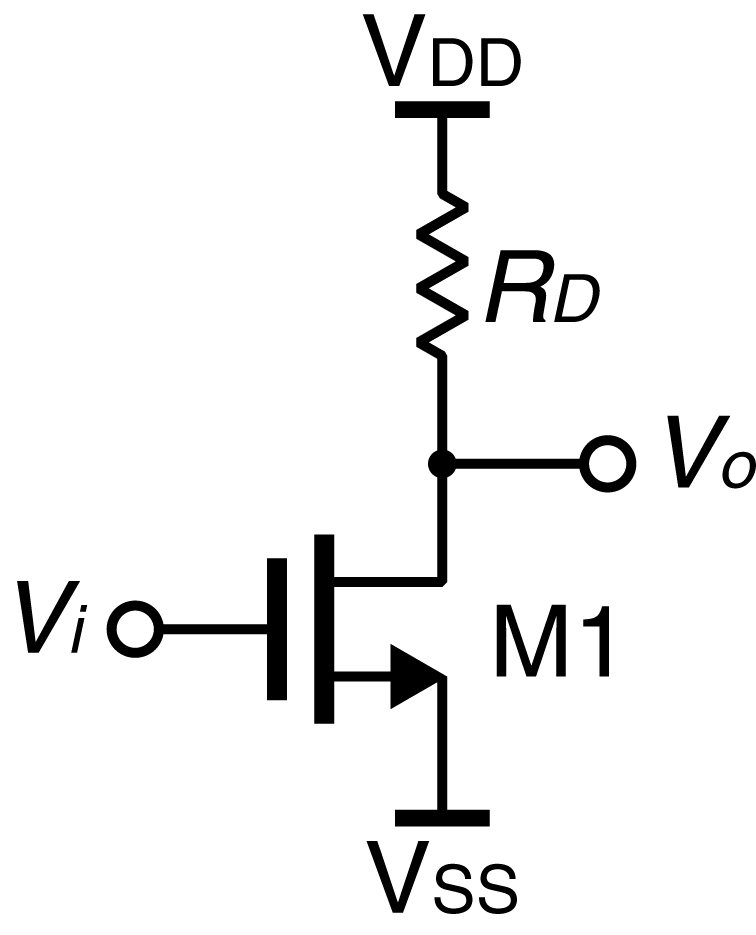
図 1: 基本的なNMOSソース接地回路（バイアス等の詳細は省略）

ソース接地回路（ソースせっちかいろ）またはソース共通回路（ソースきょうつうかいろ、英: Common source）は、電界効果トランジスタを用いた基本的な増幅回路の一つ。入力インピーダンスが高く、出力インピーダンスも比較的高い。電圧増幅に用いるのが一般的。バイポーラトランジスタを用いた同様の回路にエミッタ接地回路がある。

## 特性
電界効果トランジスタのゲートは絶縁体のため、低い周波数ではソース接地回路の入力インピーダンスは非常に高い。小信号電圧利得は
{\displaystyle A_{v}={\frac {v_{o}}{v_{i}}}=-g_{m}\cdot r_{o}||R_{D}}、
出力インピーダンスは
{\displaystyle r_{out}=r_{o}}
となる({\displaystyle r_{o}}はトランジスタの出力抵抗)。{\displaystyle r_{o}\gg R_{D}} の場合、
{\displaystyle A_{v}\approx -g_{m}R_{D}}、
と単純化される。
- ソース接地回路自身の入力インピーダンスは非常に高いが、入力信号にバイアスをかけなければいけない場合(入力がAC結合の場合など)、バイアス回路が入力インピーダンスを決定するため注意が必要である。また、{\displaystyle R_{D}} の値にもよるが、出力インピーダンスは高めなので、負荷の抵抗値が低い場合にはバッファを挿入する必要がある。

- 電圧利得が高く、ミラー効果によってゲート・ドレイン容量({\displaystyle C_{gd}})を増大させたものが実質的にゲートに現れる。このため、出力インピーダンスの高い回路でソース接地回路を駆動すると著しく帯域が制限される。この問題は後述のカスコードトランジスタで解決できる。

- 出力のバイアス点はトランジスタのバイアス電流 {\displaystyle I_{D}}、{\displaystyle R_{D}}及び電源電圧{\displaystyle {\rm {V_{DD}}}}のみで決まり、その値は{\displaystyle {\rm {V_{DD}}}-I_{D}R_{D}} である。このバイアス点を、トランジスタが飽和する最低のドレイン電圧と電源電圧({\displaystyle {\rm {V_{DD}}}})の中間にした場合に最大の出力振幅が得られる。

## ソース負帰還

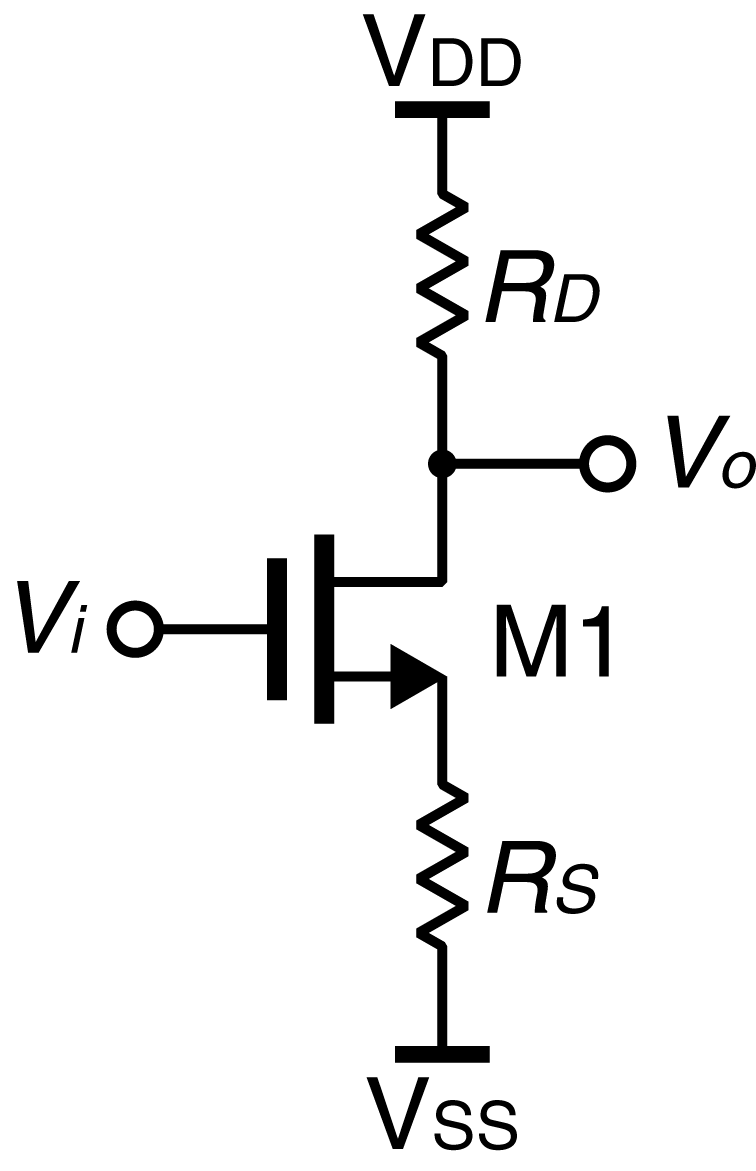
図 2: ソース負帰還付きソース接地回路（バイアス等の詳細は省略）

ソース接地回路のトランジスタの{\displaystyle g_{m}}は入力電圧に依存するため、入力と出力の関係は非線形となる。しかし、ソースに抵抗を挿入すると負帰還により電圧利得の {\displaystyle g_{m}} への依存性が減り、線形性を向上させることができる。しかし、ソース抵抗がない場合に比べて利得が下がる。小信号電圧利得は
{\displaystyle A_{v}={\frac {v_{o}}{v_{i}}}=-{\frac {R_{D}}{R_{S}}}g_{m}\cdot R_{S}||{\frac {R_{D}+r_{o}}{1+g_{me}r_{o}}}}、
出力抵抗は
{\displaystyle r_{out}=R_{D}||(r_{o}+R_{S}+g_{me}r_{o}R_{S})}
となる({\displaystyle g_{me}=g_{m}+g_{mb}}、{\displaystyle g_{mb}} は基板効果による)。基板効果を無視し({\displaystyle g_{mb}=0})、{\displaystyle r_{o}\gg R_{D}}、{\displaystyle g_{m}r_{o}\gg 1}で、さらに{\displaystyle R_{S}\gg 1/g_{m}}の場合、
{\displaystyle A_{v}\approx -{\frac {g_{m}R_{D}}{1+g_{m}R_{S}}}\approx -{\frac {R_{D}}{R_{S}}}}、
{\displaystyle r_{out}\approx R_{D}}
と単純化される。

## カスコードトランジスタの挿入

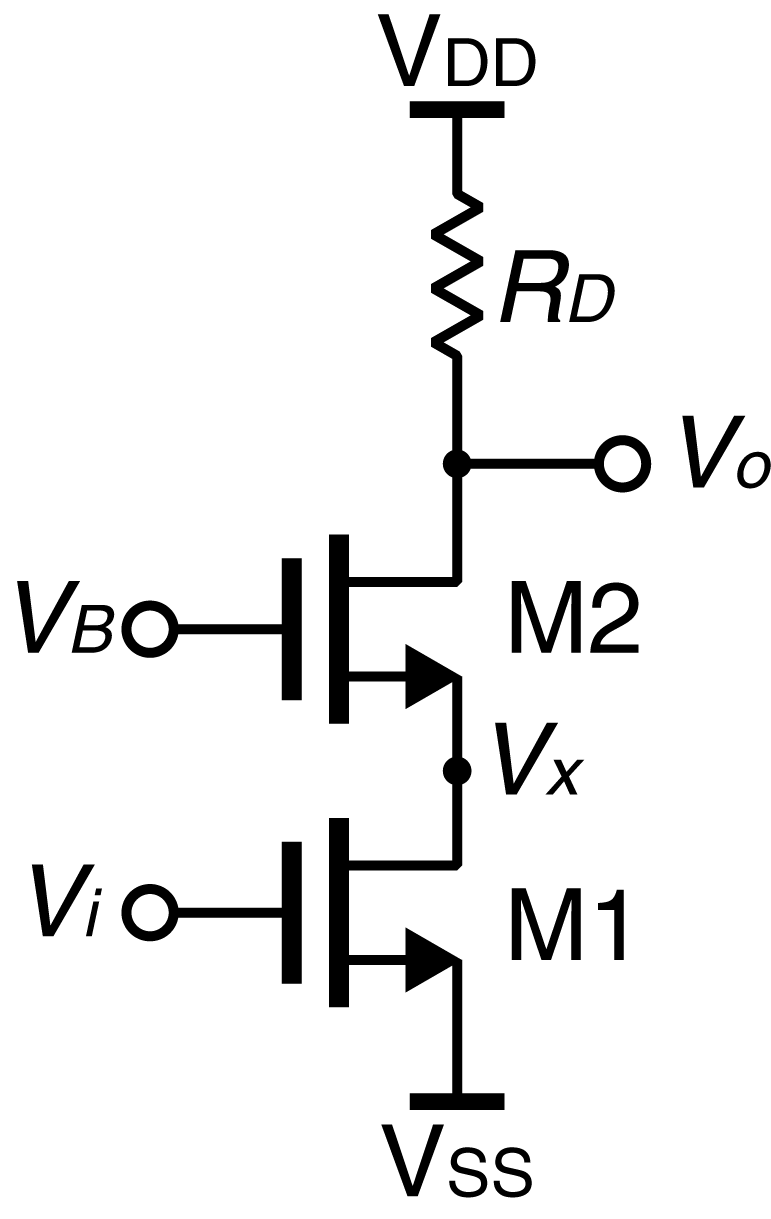
図 3: カスコードトランジスタ付きソース接地回路（バイアス等の詳細は省略）

カスコードトランジスタ(M2)を挿入すると、入力トランジスタ(M1)のドレイン間の増幅率が小さくなるためミラー効果による実質入力容量の増大を抑制することができる。この回路の小信号電圧利得は
{\displaystyle A_{v}={\frac {v_{o}}{v_{i}}}=-{\frac {g_{m1}r_{o2}\cdot R_{D}||(r_{o1}+r_{o2}+g_{me2}r_{o1}r_{o2})}{r_{o1}+{\frac {1}{g_{me2}}}||r_{o2}}}}
で、{\displaystyle r_{o}=r_{o1}=r_{o2}}、{\displaystyle g_{m}=g_{m1}=g_{me2}}、{\displaystyle r_{o}\gg R_{D}}、{\displaystyle g_{m}r_{o}\gg 1} の場合、
{\displaystyle A_{v}\approx -g_{m}R_{D}}
と単純化され、カスコードトランジスタがない場合と利得は同じになる。また、M1のゲート・ドレイン間の小信号利得は
{\displaystyle {\frac {v_{x}}{v_{i}}}=-g_{m1}\cdot {\frac {R_{D}+r_{o2}}{1+g_{me2}r_{o2}}}||r_{o1}\approx -1}
と低い値になるため、カスコードトランジスタがない場合に比べてミラー効果が大幅に抑制される。
- この回路はソース接地回路とゲート接地回路の組み合わせと考えることもできる。

- カスコードトランジスタのゲート({\displaystyle V_{B}})は直流電圧源に接続される。その電圧は、M1が飽和領域で動作するよう十分高く、かつM2も飽和領域で動作するよう十分低くなければならない。

## 用途
無線受信機の低雑音増幅器などに広く使われている。